# Charlie Jane Anders

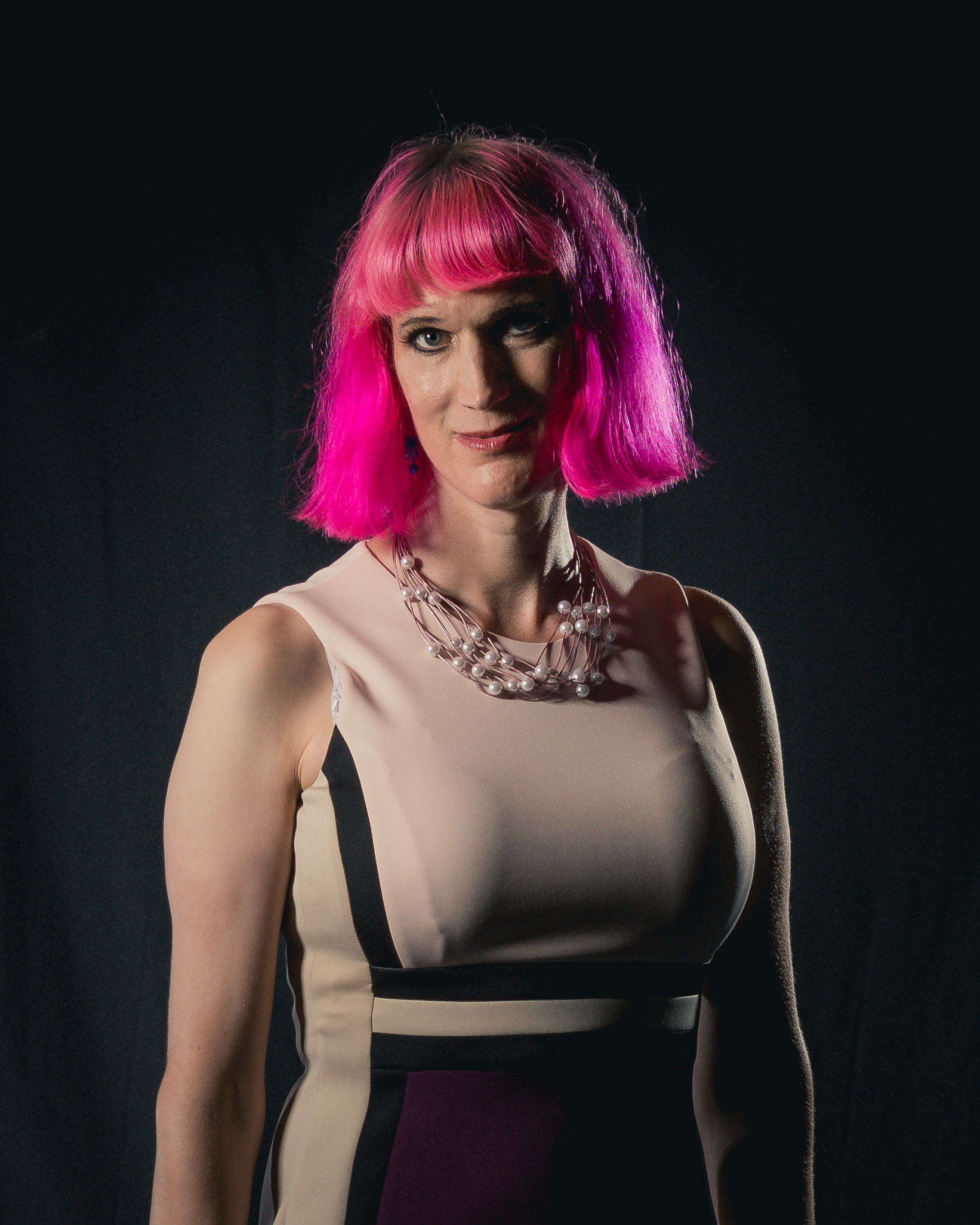
Charlie Jane Anders, 2017

Charlie Jane Anders (geboren 24. Juli 1969 in Connecticut) ist eine amerikanische Schriftstellerin, bekannt als Autorin von Science-Fiction und Fantasy. Außerdem ist sie Gastgeberin und Mistress of Ceremonies der seit 2001 stattfindenden literarischen Bühnenshow Writers with Drinks.

## Leben
Charlie Anders ist das Kind zweier College-Professoren von der Ostküste. In der Schule hatte sie von Anfang an erhebliche Schwierigkeiten, bis ein sonderpädagogischer Förderbedarf (special needs child) aufgrund einer Störung der Sinnesverarbeitung bei ihr festgestellt wurde und sie durch die Unterstützung einer engagierten Lehrerin schließlich schreiben lernte. Als besonderen Anreiz stellte die Lehrerin ihr in Aussicht, dass, wenn sie das Schreiben meistern würde, sie ein Schulstück verfassen dürfe und dieses auch aufgeführt werde. Anders sieht hier den Anfang ihres Schreibens.

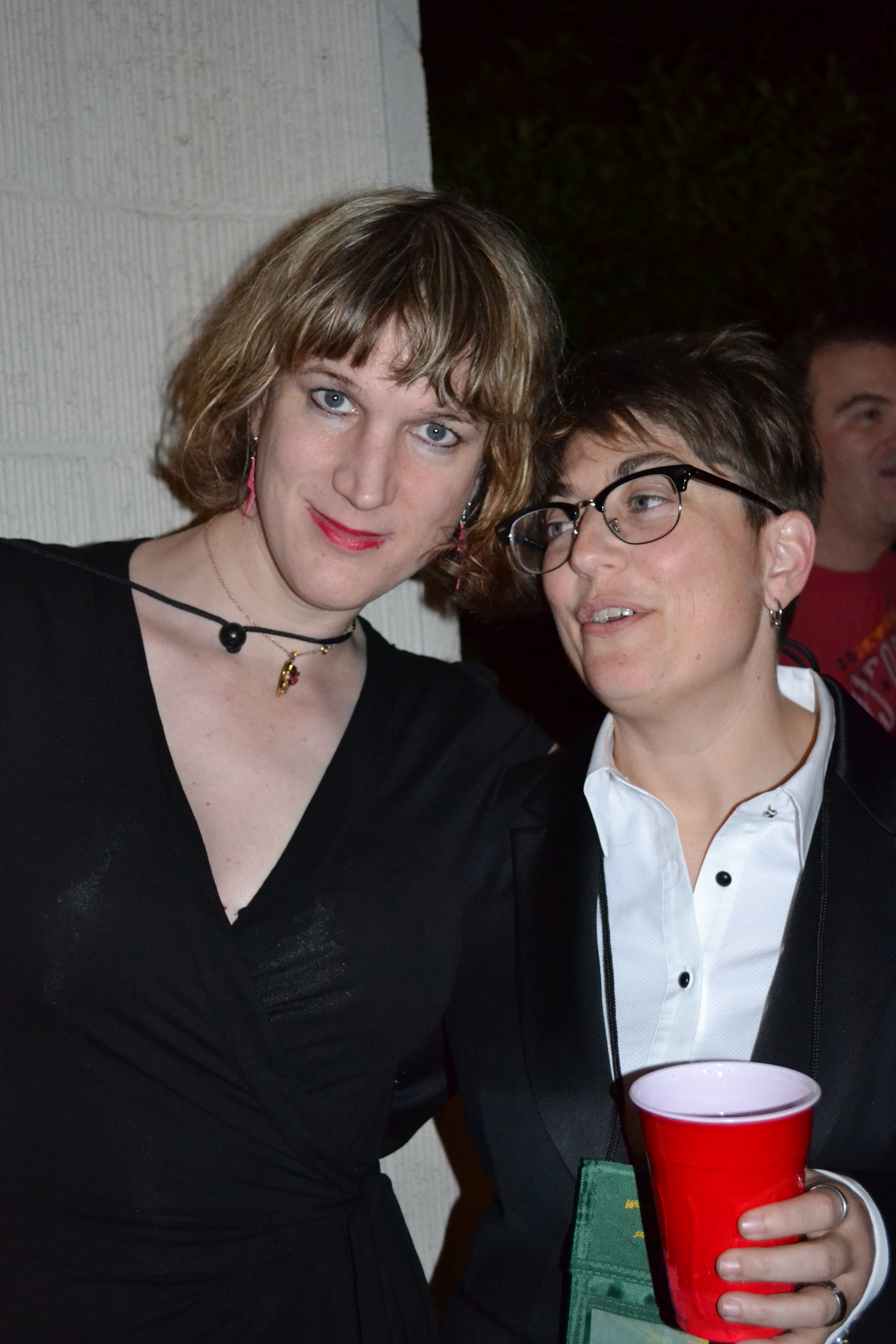
Charlie Jane Anders und Annalee Newitz, 2011

Anders wuchs in der Kleinstadt Mansfield im ländlichen Connecticut auf, ging dann nach England, um englische und asiatische Literatur an der Cambridge University zu studieren, und hielt sich auch eine Zeit lang in China auf. Inzwischen lebt Anders in San Francisco, seit 2000 in einer Partnerschaft mit der Journalistin und Schriftstellerin Annalee Newitz.
Zusammen mit Newitz gab Anders ab 2002 das Magazin Other heraus, eine Zeitschrift für Freaks, Außenseiter und alle Formen von Randständigkeit. Bis 2007 erschien das Magazin in 13 Ausgaben mit etwa 2000 Exemplaren, die vorwiegend über kalifornische Independent-Buchläden vertrieben wurden.
Seit 2002 ist Charlie Jane Anders Veranstalter, Mistress of Ceremonies und Conférencieuse von Writers with Drinks, einer Bühnenshow mit einer bunten Mischung aus Autorenlesung, Comedy und Varieté, die an jedem zweiten Samstag im Monat in dem Nachtclub The Make Out Room in San Francisco stattfindet und unter anderem wegen Anders’ schrägen, öfters ins Surreale abgleitenden Vorstellungen ihrer Gäste in der San Francisco Bay Area Kultstatus hat und demgemäß von 2005 bis 2008 viermal mit dem Best of the Bay Award und 2009 mit dem Emperor Norton Award für „außerordentliche, von armseliger Vernunft nicht behinderte Erfindungsgabe und Kreativität“ ausgezeichnet wurde.
2008 startete Anders zusammen mit Newitz bei Gawker Media den Blog io9, zu dessen Themen Science-Fiction, Fantasy, Futurologie, Wissenschaft und Technik gehören. Als io9 2015 ein Teil von Gizmodo wurde, übernahm Newitz die Redaktion von Gizmodo und Anders wurde Chefredakteurin bei io9. 2016 verließ Anders io9, um sich verstärkt dem Schreiben zu widmen. Ein weiteres gemeinsames Projekt von Newitz und Anders war die Anthologie She’s Such a Geek (2006). Seit März 2018 gestalten sie zusammen den Podcast Our Opinions Are Correct.

## Schriftstellerin
1999 veröffentlichte Anders eine erste Kurzgeschichte Skin Switch in Maelstrom Speculative Fiction. Weitere Kurzgeschichten folgten, darunter Because Change Was the Ocean and We Lived by Her Mercy (2016), das in die von Gardner Dozois herausgegebene Anthologie The Year’s Best Science Fiction aufgenommen wurde, und Don’t Press Charges and I Won’t Sue, 2018 mit dem Theodore Sturgeon Memorial Award ausgezeichnet. Die Sammlung Six Months, Three Days, Five Others mit der Titelgeschichte, die 2012 den Hugo gewann, und fünf weiteren Erzählungen wurde 2018 für den Locus Award nominiert.
Anders’ erste Buchveröffentlichung war der Cross-Dressing-Ratgeber The Lazy Crossdresser (2002). Ihr erster Roman Choir Boy erschien 2005. Er handelt von einem Jungen, der unbedingt weiter im Knabenchor singen möchte. Es gelingt ihm, die Ärzte davon zu überzeugen, ihn mit Antiandrogenen zu behandeln, um den Eintritt des Stimmbruchs zu verhindern. Die Nebenwirkung ist, dass sich Brüste ausbilden und er als weiblich wahrgenommen wird, weshalb er beginnen muss, sich mit seiner Geschlechterrolle und Transgender-Problematiken auseinanderzusetzen. Der Roman wurde mit einem Lambda Award ausgezeichnet.
2016 erschien der Roman All the Birds in the Sky, der eine Mischung aus Fantasy und Science-Fiction darstellt, insofern es um die Beziehung zwischen einer Hexe und einem verrückten Wissenschaftler geht, die zusammen aufgewachsen sind und sich später aus den Augen verloren haben. Sie begegnen sich später wieder und müssen ihre verschiedenen Fähigkeiten gemeinsam einsetzen, um einer endzeitlichen Bedrohung der Welt zu begegnen. Der Roman wurde mehrfach ausgezeichnet und gewann 2017 den Nebula Award.
2019 ist der Science-Fiction-Roman The City in the Middle of the Night erschienen, mit dem sie den Locus Award für den besten Fantasyroman gewann.
Bis 2002 veröffentlichte Anders unter dem Autorennamen Charles Anders, danach bis 2010 unter dem ambivalenteren Charlie Anders, seither als Charlie Jane Anders.

## Auszeichnungen
- 2006: Lambda Literary Award für den Roman Choir Boy in der Kategorie Transgender/GenderQueer
- 2009: Emperor Norton Award für die Lesereihe Writers with Drinks und zusammen mit Annalee Newitz für den Blog io9
- 2012: Hugo Award für die Erzählung Six Months, Three Days
- 2017: Nebula Award für den Roman All the Birds in the Sky
- 2017: Locus Award für den Roman All the Birds in the Sky
- 2017: Crawford Award für den Roman All the Birds in the Sky
- 2018: Theodore Sturgeon Memorial Award für die Kurzgeschichte Don’t Press Charges and I Won’t Sue
- 2019: Hugo Award für Our Opinions Are Correct als besten Fancast, zusammen Annalee Newitz
- 2020: Locus Award für den Roman The City in the Middle of the Night
- 2022: Locus Award für den Roman Victories Greater Than Death
- 2022: Locus Award für die Sammlung Even Greater Mistakes
- 2023: Locus Award für das Jugendbuch Dreams Bigger Than Heartbreak

## Bibliografie
Romane
- Choir Boy (2005)
- All the Birds in the Sky (2016)
  - Deutsch: Alle Vögel unter dem Himmel. Fischer Tor, 2017, ISBN 978-3-596-03696-7.
- Rock Manning Goes for Broke (2018)
- The City in the Middle of the Night. Tor books, 2019, ISBN 978-0-7653-7996-2

Sammlung
- Six Months, Three Days, Five Others (2017)

Kurzgeschichten
- Skin Switch (in: Maelstrom Speculative Fiction #3, Winter 1999)
- Infinite Offspring (in: Space and Time, #91, Spring 2000)
- Not to Mention Jack (in: Strange Horizons, 28 January 2002)
- Nomen Catcher (in: Peep Show #3, June 2002)
- I Pee on Your Cookout (2002, in: Jack Fisher (Hrsg.): Strangewood Tales)
- Anxiety Branson, Social Security Hustler (2004, in: Nick Mamatas (Hrsg.): The Urban Bizarre)
- Cookies (2004, in: Paul Fry (Hrsg.): Peep Show, Volume 1)
- Power Couple, or Love Never Sleeps (2006, in: Rusty Morrison (Hrsg.) und Ken Keegan (Hrsg.): ParaSpheres: Extending Beyond the Spheres of Literary and Genre Fiction: Fabulist and New Wave Fabulist Stories)
- One Door Closes (in: Flurb: A Webzine of Astonishing Tales, Issue #2, Winter, 2006–2007)
- Cutting a Figure (in: GUD Issue 0 – Spring 2007)
- Horatius and Clodia (in: Strange Horizons, 26 February 2007)
- The Last Young Person Alive Writes a Memoir (in: Flurb: A Webzine of Astonishing Tales, Issue #3, Spring-Summer, 2007)
- Suicide Drive (in: Helix, Winter 2008)
- Love Might Be Too Strong a Word (in: Lady Churchill’s Rosebud Wristlet, #22, June 2008)
- The History of the Internet (in: Flurb: A Webzine of Astonishing Tales, Issue #7, Spring-Summer, 2009)
- Henry’s Penis (in: Flurb: A Webzine of Astonishing Tales, Issue #8, Fall-Winter, 2009)
- Source Decay (in: Strange Horizons, 3 January 2011)
- Fairy Werewolf vs. Vampire Zombie (in: Flurb: A Webzine of Astonishing Tales, Issue #11, Spring-Summer, 2011)
- Mooney & Finch Somnotrope (2011, in: Ann VanderMeer und Jeff VanderMeer (Hrsg.): The Thackery T. Lambshead Cabinet of Curiosities)
- Complicated and Stupid (in: Strange Horizons, 5 August 2013)
- Victimless Crimes (in: Apex Magazine, August 2013)
- The Master Conjurer (in: Lightspeed, October 2013)
- The Time Travel Club (in: Asimov’s Science Fiction, October-November 2013)
- Break! Break! Break! (2014, in: John Joseph Adams und Hugh Howey (Hrsg.): The End Is Nigh)
- The Unfathomable Sisterhood of Ick (in: Tor.com, June 16, 2014)
- Palm Strike’s Last Case (in: The Magazine of Fantasy & Science Fiction, July-August 2014)
- Rock Manning Can’t Hear You (2014, in: John Joseph Adams und Hugh Howey (Hrsg.): The End Is Now)
- The Day It All Ended (2014, in: Ed Finn und Kathryn Cramer (Hrsg.): Hieroglyph: Stories and Visions for a Better Future)
- As Good As New (in: Tor.com, September 10, 2014; Nachdruck 2021 in Preston Grassmann (Hrsg.): Out of the Ruins, Titan Books)
- The Last Movie Ever Made (2015, in: John Joseph Adams und Hugh Howey (Hrsg.): The End Has Come)
- Ghost Champagne (in: Uncanny Magazine, July-August 2015)
- Rat Catcher’s Yellows (2015, in: Daniel H. Wilson und John Joseph Adams (Hrsg.): Press Start to Play)
- I’ve Got the Music In Me (2015, in: Dave Maass (Hrsg.): Pwning Tomorrow: An Anthology of Short Fiction from the Electronic Frontier)
- Because Change Was the Ocean and We Lived by Her Mercy (2016, in: Jonathan Strahan (Hrsg.): Drowned Worlds)
- The Super Ultra Duchess of Fedora Forest (2016, in: Dominik Parisien und Navah Wolfe (Hrsg.): The Starlit Wood: New Fairy Tales)
- Rager in Space (2016, in: Jonathan Strahan (Hrsg.): Bridging Infinity)
- Stochastic Fancy (in: Wired, January 2017)
- Margot and Rosalind (in: Tor.com, March 8, 2017)
- A Temporary Embarrassment in Spacetime (2017, in: John Joseph Adams (Hrsg.): Cosmic Powers)
- Trapped in the Bathroom! (2017, in: Seat 14C)
- Don’t Press Charges and I Won’t Sue (2017, in: Junot Díaz (Hrsg.): Global Dystopias)
- Cake Baby (A Kango and Sharon Adventure) (in: Lightspeed, November 2017)
- Excerpt from All the Birds in the Sky (in: Jane Yolen (Hrsg.): Nebula Awards Showcase 2018)
- The Bookstore at the End of America (2019, in: Victor LaValle und John Joseph Adams (Hrsg.): A People’s Future of the United States)
- The Minnesota Diet (2019, in: Kirsten Berg, Torie Bosch, Joey Eschrich, Ed Finn, Andres Martinez und Juliet Ulman (Hrsg.): Future Tense Fiction: Stories of Tomorrow)

Sachliteratur
- The Lazy Crossdresser (2002)

als Herausgeberin
- She’s Such a Geek : Women Write About Science, Technology, and Other Nerdy Stuff (2006, mit Annalee Newitz)